# 弓頭飛魚
弓頭飛魚（学名：Cheilopogon arcticeps），又名弓頭唇鬚飛魚、飛烏，为飛魚科鬚唇飛魚屬下的一个种。